# Henry Brand, 1:e viscount Hampden

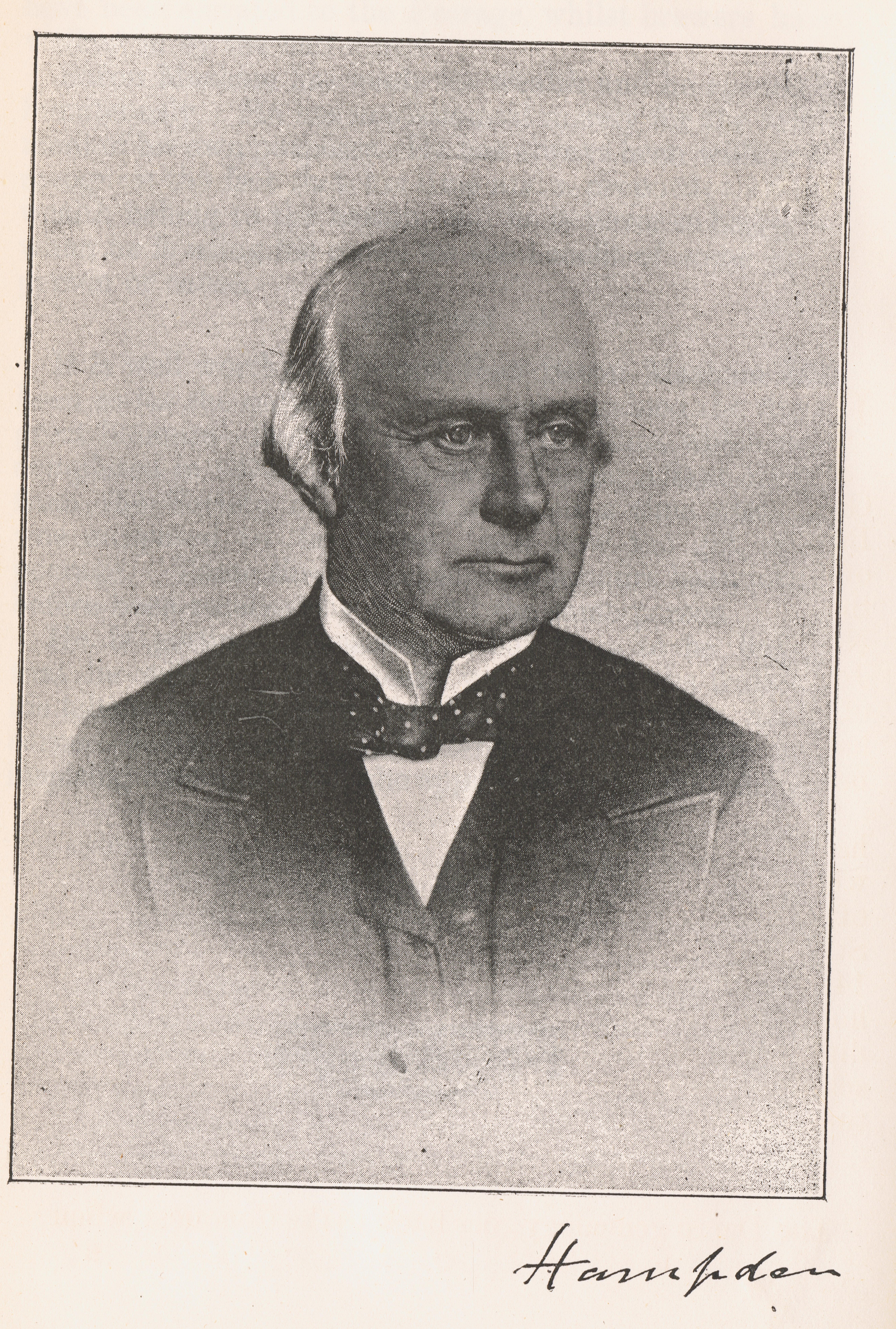
Henry Brand, 1:e viscount Hampden.

Henry Bouverie William Brand, 1:e viscount Hampden, 23:e baron Dacre, född den 24 december 1814, död den 14 mars 1892, var en engelsk politiker. Han var son till Henry Trevor, 21:e baron Dacre, bror till Thomas Trevor, 22:e baron Dacre och far till Henry Brand, 2:e viscount Hampden.
Brand inträdde 1846 i det politiska livet som privatsekreterare hos sir George Grey, invaldes 1852 i underhuset, som han sedan tillhörde till 1884, samt tjänstgjorde under Palmerstons och Russells ministärer 1859–1866 som det liberala regeringspartiets "inpiskare". År 1872 valdes han till underhusets talman, återvaldes sedan gång på gång och vann mycket erkännande för opartiskhet och takt. År 1879 började talmannens ställning bli oerhört svår till följd av den irländska obstruktionen. Minnesvärt är Brands kraftiga ingripande i 41-timmarssammanträdet 31 januari–2 februari 1881, då han till sist av egen myndighet helt enkelt vägrade höra ytterligare tal och därmed bröt obstruktionens makt; nästa dag ökades genom en av Gladstone föreslagen resolution betydligt talmannens befogenheter. Brand adlades 1881 och blev, då han till följd av sjuklighet avgick 1884, upphöjd till viscount Hampden (han härstammade genom sin farmor från John Hampden). År 1890 ärvde han titeln baron Dacre efter sin äldre bror.